# Trichomanes sinuatum
Trichomanes sinuatum là một loài thực vật có mạch trong họ Hymenophyllaceae. Loài này được Bonap. miêu tả khoa học đầu tiên năm 1920.